# Eremaphanta iranica
Eremaphanta iranica là một loài ong trong họ Melittidae. Loài này được Schwammberger miêu tả khoa học đầu tiên năm 1971.